# 腕におぼえあり
『腕におぼえあり』（うでにおぼえあり）は、1992年にNHK総合「金曜時代劇」で放送された藤沢周平原作の時代劇。好評であったことからシリーズ化され、同年に『腕におぼえあり2』、1993年に『腕におぼえあり3』も制作された。各作とも『用心棒日月抄』シリーズを元にして、『よろずや平四郎活人剣』で描かれたエピソードを織り交ぜたものとなっている。

## 登場人物
ここではシリーズ共通の人物について述べる。※は第1・第2シリーズの人物。
青江又八郎 - 村上弘明
本編の主人公。
元東北の小藩の馬廻り組百石取り。26歳。城下の渕上道場で師範代を務めた剣の腕前を持つ。劇中でも細谷の口から梶派一刀流の遣い手である旨が語られている。藩主毒殺の陰謀を運悪く漏れ聞いてしまったために許嫁の父親に命を狙われ、止む無く斬り殺してしまう。その為に脱藩し、江戸へ出るが藩からの刺客に命を狙われている。
江戸鳥越の寿松院裏の嘉右衛門店の長屋住まい。用心棒稼業、人足仕事で暮らしをつないでいる。
後に許嫁である由亀を妻に迎え、第2作で藩の密命による脱藩で妻と暫しの別れの後、嫡子を儲けるも、第3作で妻・由亀を嗅足組の急襲で喪い、松三郎を残して江戸へ脱藩し、最後の戦いに赴く事になる。
細谷源太夫 - 渡辺徹
又八郎の用心棒稼業の仲間。浪人。30代半ば。雲つくように身体が大きい。霊岸島浜町の長屋に妻と5人の子供と共に暮らす。作州津山藩の森家に仕えていたが、藩が潰れたため浪人となり4年になる。
第3シリーズの最終回で遂に仕官先が決まり、又八郎と佐知に別れを告げ、妻子を伴って江戸を去った。
文 - 風吹ジュン
細谷の妻。20代半ばの小柄で血色の良い美人。15歳で細谷家に嫁ぐ。多産の質。
相模屋吉蔵 - 坂上二郎
神田橋本町の口入屋・相模屋の主人。背が低く丸顔で、一見豆狸風だが、かなり食えない男。50歳前後。第1シリーズでは番組内の語り（山川静夫とともに）と次回予告のナレーションも担当。第3シリーズの第10話「それぞれの道」では祝言のシーンで高砂も披露している。
おいね※ - 小田茜
相模屋の一人娘。17歳。物静かで顔立ちのきれいな娘。又八郎への淡い恋心を抱く。
由亀 - 清水美砂
徒目付 平沼喜左衛門の娘で又八郎の許嫁。18歳。父親が又八郎に斬られるところを目撃する。しかし、又八郎を信じて、その理由を聞きただしたいと思っている。第1作中盤で自ら江戸に赴き、又八郎と再会し真相を聞かされる。最終回にて晴れて妻となり、第2作では松三郎という嫡子にも恵まれるが、第3作冒頭で嗅足組の急襲に遭い、又八郎と松三郎に看取られながら無念の死を遂げる。
平沼麟之丞※ - 香取慎吾
由亀の弟。又八郎を仇と狙うが、真相を聞かされてからは江戸に留まり、又八郎に帰国命令が下ると彼と共に藩に戻る。第2シリーズ 第3話「凶盗」にて再登場。家老となった間宮作左衛門との話し合いに立ち会い、姉由亀の江戸への出立を見送る。
間宮作左衛門※ - 日下武史
中老。藩主毒殺の陰謀を暴こうとする。41歳。第2シリーズでは家老となる。
佐知 - 黒木瞳（第1シリーズ 最終話から登場）
又八郎が仕えていた藩の隠密組織「嗅足組」（かぎあしぐみ）の江戸屋敷側の女頭目。登場当初、又八郎の生命を狙うが後に彼に惹かれ、様々な場面で行動を共にする。第2シリーズで元筆頭家老の谷口権七郎の娘（妾腹）であることが明かされる。
土屋清之進※ - 矢崎滋
又八郎と同藩の武士。酒と女が好きな遊蕩児。かつては由亀の許嫁であった。藩政の派閥に興味はなかったが間宮中老派に組み入れられる。俳諧に凝っていて、江戸詰めになってからは松尾芭蕉門下に入門する。
青江きん※ - 北林谷栄
又八郎の祖母で唯一の親族。又八郎の脱藩後は小さな屋敷に1人で住み、孫の帰りを待っている。その後、親の仇ながらそのいきさつの真相を知りたい一心で押しかけてきた又八郎の許嫁・由亀と共に暮らす。
大富静馬※ - 片岡鶴太郎
家老大富丹後の甥。江戸で東軍流を修行した後、諸国を放浪する。剣の使い手。
おみね※ - あき竹城
又八郎と同じ長屋の住人。何かと又八郎の世話を焼きたがる。徳蔵の女房。
徳蔵※ - 冷泉公裕
又八郎と同じ長屋の住人。おみねの亭主。
源七※ - 河原さぶ
又八郎と同じ長屋の住人。おてつの亭主。
おてつ※ - 西川ひかる
又八郎と同じ長屋の住人。源七の女房。

## 第1シリーズ
- 放送期間 - 1992年4月10日 - 6月26日
- 原作 - 『用心棒日月抄』『よろずや平四郎活人剣』

### あらすじ
元禄13年の暮れ、東北のある小藩に仕える武士の青江又八郎は藩主毒殺の陰謀に巻き込まれ、それに関係していた許嫁の父親を斬ってしまう。藩を抜け出し江戸へ出てきた又八郎は裏長屋に住み、藩から放たれた刺客と対決しながら、口入れ屋の相模屋から割のいい仕事である用心棒を引き受け日々を暮らしている。用心棒稼業の仲間である細谷源太夫は腕は立つが子沢山で、これも近くの長屋で貧しい生活を送っている。用心棒の仕事でいろいろな事件に巻き込まれていくうちに、赤穂の浪人たちと知り合い、討ち入りが近いことを感じ取っていく。また、許嫁の由亀が敵討ちのため弟と一緒に江戸にやってくるが、又八郎は何とかして真実を打ち明けたいと悩む。そして由亀との和解の後、大石内蔵助ら赤穂の浪人とその仇敵である吉良家の志士たちとの関わりを経て、江戸に戻った又八郎は、藩主毒殺の元凶である家老・大冨丹後との決着を付けるべく、最後の戦いに挑む…。

### シリーズキャスト
大富丹後 - 新田昌玄
家老。藩主毒殺の陰謀の首謀者。
平沼喜左衛門 - 御木本伸介（第1話）
由亀の父。徒目付。藩主毒殺の陰謀に加担し、その秘密を知った又八郎を斬ろうとするが逆に斬られてしまう。
- 村島宗順 - 加藤和夫
- 三枝藤兵衛 - 深水三章
- 三枝万里之進 - 古本新之輔
- 幹助 - 滝口靖人
- たけ - 幸田奈穂子
- 伍平 - 榎木兵衛
- おなん - ドーリー
- きせ - 平田まり
- 浅野内匠頭 -  隆大介（第1話）
- 吉田忠左衛門 - 下元勉
- 堀部弥兵衛 - 花沢徳衛
- 堀部安兵衛 - 塩見三省
- 神崎与五郎 - 寺泉憲
- 不破数右衛門 - 千葉吉弘
- 富森助右衛門 - 斉藤志郎
- 前原伊助 - 田中洋介
- 鳥居利右衛門 - 中井啓輔
- おとよ - 宮崎萬純（第1話）
- 田倉屋 - 谷村昌彦（第1話）
- 新吉 - 金山一彦（第1話）
- 老婆 - 新村玲子（第1話）
- 刺客 - 千葉清次郎（第1話）
- 三輪弦五衛門 - 新井量大
- 助川次郎七 - 真実一路
- 戸田勘十郎 - イッセー尾形（第2話）
- きよ江 - 藤真利子（第2話）
- おゆみ - 谷川みゆき（第2話）
- 古沢武左衛門 - 渡辺哲（第2話）
- 刺客 - 真木仁（第2話）
- 武部幸之助 - 大村波彦
- 児玉栄九郎 - 峯尾進
- 石黒滋之丞 - 新井康弘（第3話）
- 千加 - 長谷川真弓（第3話）
- 梶川与惣兵衛 - 北村総一朗（第3話）
- 佐瀬 - 藤田啓而（第3話）
- おなつ - 広瀬珠実（第3話）
- 刺客 - 車邦秀（第3話）
- おさき - 荻野目慶子（第4話）
- お杉 - 加納みゆき（第4話）
- 鳴海市之進 - 塩野谷正幸（第4話）
- 旗本 - 高月忠（第4話）
- 刺客 - 小林大介（第4話）
- 小笠原佐渡守 - 田村亮（第5話・第9話・第11話）
- 築地 - 栗田陽子（第5話）
- 土方 - 金井大（第5話）
- 藤尾 - 山下容莉枝（第5話）
- 刺客 - 新実（第5話）
- 中里 - 重松収（第5話）
- おちせ - 夏木マリ（第6話）
- 塚原左内 - ベンガル（第6話）
- 益蔵 - 伊東達広（第6話）
- 徳兵衛 - 井上正彦（第6話）
- おみつ - 中真千子（第6話）
- およね - 花木佐千子（第7話）
- 鷹丸 - 遠藤憲一（第7話）
- 小野九郎衛門 - 矢島健一（第7話）
- 刺客 - 岡田正典（第7話）
- 中間 - 鐘築建二（第7話）
- おりん - 森口瑤子（第8話）
- 流し - 井上敬三（第8話）
- おさわ - 杉山とく子（第8話）
- 刺客 - 林邦史朗（第8話）
- 大石内蔵助 -  江守徹（第9話）

大河ドラマ『元禄太平記』（1975年）でも同役を演じている。
- 柳沢吉保 -  石坂浩二

大河ドラマ『元禄太平記』でも同役を演じている。
- 熊貝源七郎 - 岡野進一郎（第10話）
- 清水一学 - 草見潤平
- 黒木左門 - 中原丈雄
- きよ - 荒木千景
- 刺客 - 岡本隆
- 岡林杢之助 - 大橋吾郎（第11話）
- 松平孫左衛門（杢之助の兄）- 小野武彦（第11話）
- 松平左門（杢之助の弟）- 石井洋祐（第11話）
- 本多品左衛門 - 戸浦六宏（最終話）

### スタッフ
- 脚本 -  中島丈博
- プロデューサー - 一柳邦久
- 演出 -  大原誠・尾崎充信ほか
- 音楽 - 近藤等則
- 殺陣・武術指導 - 林邦史朗・新実
- 語り - 山川静夫・坂上二郎（スタッフロールでは山川のみ表記）

### タイトル
- 第1回：用心棒稼業
- 第2回：逃げる浪人
- 第3回：赤穂浪士の影
- 第4回：夜鷹斬り
- 第5回：夜の老中
- 第6回：内儀の腕
- 第7回：愛ふたたび
- 第8回：代稽古
- 第9回：内蔵助の宿
- 第10回：討入り
- 第11回：四十八人目の義士
- 第12回：最後の用心棒

忠臣蔵関係の一部映像は大河ドラマの『元禄太平記』と『峠の群像』より流用されている。配役における浅野内匠頭の隆大介（『峠の群像』）や大石内蔵助の江守徹（『元禄太平記』）はその関係によるが、江守は第9回に新撮の映像でも登場している。また柳沢吉保役の石坂浩二も江守同様に『元禄太平記』に同役で出演しているが、こちらは大河ドラマからの映像は使われていない。

## 第2シリーズ
- 放送期間 - 1992年9月4日 - 11月27日
- 原作 - 『孤剣 用心棒日月抄』『刺客 用心棒日月抄』『よろずや平四郎活人剣』

### あらすじ
前作の最終話から3か月程過ぎた頃、前桑山藩主毒殺に荷担した者たちの名が記された連判状を大富静馬が盗み江戸へ出奔した。青江又八郎は家老・間宮からその連判状を取り返すよう命じられる。藩命ではあるものの、厳しい藩の財政のため、又八郎は再び江戸での浪人暮らしを強いられることになる。一方、公儀隠密も連判状の争奪に乗り出し、三つ巴の様相を呈する。公儀隠密の手から静馬の危機を救った又八郎に静馬は礼の代わりにと連判状の筆頭にある人物の名を告げて去る。それは桑山藩にとって意外な人物の名であった。

### シリーズキャスト
谷口権七郎 - 蟹江敬三（第5話 - 最終話）
かつては名家老と呼ばれたが病弱を理由に藩政から退いている。表向きは秘匿されているが佐知の実父。
寿庵保方 - 細川俊之（第2話 - 最終話）
前藩主の異母兄。出自を理由に家督を継げず赤谷村に隠棲している。連判状の筆頭に名前が記されている。
筒井杏平 - 嶋田久作（第8話 - 第12話）
江戸嗅足組の殲滅に選ばれた藩士の頭目を務める。桑山藩において「青江か筒井か」と腕を並び称された剣客。貫心流 寺井道場。
土橋甚助 - 中西良太（第8話・第9話）
江戸嗅足組の殲滅に選ばれた藩士。膝を地につくほどに低い構えからの反撃が特徴的。直心流 野地道場。
成瀬助作 - 冨家規政（第8話 - 第10話）
江戸嗅足組の殲滅に選ばれた藩士。刀身を小刻みに振りつつ軽快な足運びで又八郎を揺さぶった。丹石流 星川道場。（原作では鐘捲流 多田道場）
中田伝十郎 - 竹田寿郎（第8話 - 第11話）（若駒プロ所属の殺陣師）
江戸嗅足組の殲滅に選ばれた藩士。やや短い刀身の二刀を操る。佐知を追い詰め手傷を負わせる。鐘捲流 多田道場。（原作では丹石流 星川道場）
杉野清五郎 - 石丸謙二郎（第8話 - 第12話）
江戸嗅足組の殲滅に選ばれた藩士。居合の林崎夢想流。
井上菊之進 - 名古屋章（第4話 - 第6話）
公儀隠密の元締めで平林伊十郎の上役。罠や策略を用いて連判状を持つ静馬やそれを追う又八郎を狙う。
平林伊十郎（霧絞三郎） - 麿赤児（第2話 - 第4話）
劇中で「かすみもんざぶろう」と名乗るが、キャスト表記は「紋」（モン）ではなく「絞」（コウ）となっており、どちらかが誤りの可能性あり。
はる - 高橋かおり（第1話 - 第12話）
江戸嗅足組に所属する忍びであり佐知の忠実な配下。普段は桑山藩の江戸屋敷に務めている。第12話「一匹狼」で佐知より語られた年齢は18。
与助 - 藤田敏八
又八郎や細谷が馴染みにしている居酒屋「与助」の主。首元に大きな傷跡があり普段は手拭いを巻いて隠している。（傷跡の描写は第6話「孤剣」）
- 朝次 - 松澤一之（第1話 - 第5話）
- 稲葉丹後守 - 西岡徳馬
- 田代家老 - 鶴田忍
- 浅野仙右衛門 - 佐藤B作（第8話・第11話 - 最終話）
- 弥津 - 岡本舞（第1話）
- 村瀬主計 - 塩屋俊（第1話）
- 深沢清次郎 - 斎藤洋介（第1話）
- 住職 - 坂口芳貞（第1話）
- みさ（菱屋忠兵衛の娘） - 小川範子（第2話）
- 佐吉 - 坂上忍（第2話）
- 菱屋忠兵衛 - 頭師孝雄（第2話）
- おすみ - 土田ユミ（第2話）
- 公儀隠密 - 末次真三郎（第2話）
- 幸助 - 山口淳平（第2話）
- 桝六 - 金子信雄（第3話）
- 安積屋平右衛門 - 沼田爆（第3話）
- よね - 川村一代（第3話）
- おりく - 小池朋子（第3話）
- 店の者 - 市川勉（第3話）
- 頭領 - 時本和也（第3話）
- はつ - 広田玲央名（第4話）
- 小牧屋番頭 - 田村元治（第4話）
- 深見 - 仙波和之（第4話）
- おもん - 小高恵美（第5話）
- 橘屋甚兵衛 - 金田龍之介（第5話）
- 庄次郎（橘屋甚兵衛の息子） - 斉藤隆治（第5話）
- お染 - 鈴木聖子（第5話・第7話）
- 女郎 - 藤井祐木（第5話）
- 佐兵衛 - 飯島大介（第6話）
- 乞食 - 河西健司（第7話）
- 銭屋徳兵衛 - 江藤潤（第8話）
- 熊ヶ嶽 - サンダー杉山（第8話）
- 松村敬助 - 花ヶ前浩一（第8話）
- おきみ - 茅野佐智恵（第9話）
- おたけ - 乙羽信子（第9話）
- 梶原頼母 - 足立建夫（第9話）
- 久蔵 - 信実一徳（第9話）
- 桔梗 - 花田美樹（第9話 - 第12話）
- おくに - あめくみちこ（第10話）
- 六兵衛 - 奥村公延（第10話）
- 店主 - 博田章敬（第10話）
- 弥七（おくにの弟） - 角田英介（第10話）
- 住職 - 北九州男（第10話）
- 八兵衛 - 高品格（第11話）
- 宇兵衛 - 園田裕久（第11話）
- おもと - 柴山智加（第11話）
- 松平 - 及川以造（第11話）
- しの - 石井くに子（第11話）
- 藤右衛門 - 永幡洋（第11話）
- おこま - 美保純（第12話・最終話）
- 吉次 - 梨本謙次郎（第12話・最終話）
- みつ（吉次の娘）- 尾羽智加子（第12話・最終話）
- 壱岐守 - 六浦誠（最終話）
- 保科陣十郎 - 戸塚孝（最終話）

### スタッフ
- 脚本 -  松原敏春
- プロデューサー - 一柳邦久
- 演出 -  望月良雄・尾崎充信ほか
- 音楽 -  近藤等則
- 殺陣・武術指導 - 林邦史朗・新実
- 語り -  山川静夫

### タイトル
- 第1回：帰ってきた用心棒
- 第2回：番場町別宅
- 第3回：凶盗
- 第4回：奇妙な罠
- 第5回：道楽息子
- 第6回：孤剣
- 第7回：雨中の決闘
- 第8回：陰の頭領
- 第9回：襲撃
- 第10回：隠れ蓑
- 第11回：妄想
- 第12回：一匹狼
- 第13回：黒幕の死

## 第3シリーズ
- 放送期間 - 1993年1月8日 - 3月12日
- 原作 - 『凶刃 用心棒日月抄』『よろずや平四郎活人剣』

### あらすじ
前作の最終話から10年程経ったある日、青江又八郎はある人物から渡された密書が故にかつて志を共にしていたはずの桑山藩の隠密組織嗅足組（かぎあしぐみ）に妻・由亀を殺害され、みたび、脱藩を余儀なくされてしまう。

### シリーズキャスト
石森左門 - 近藤正臣（全話）
桑山藩物頭。元筆頭家老の谷口権七郎をして「出来物で無口かつ胆力もあり、腕も立つ」と評された人物。原作では冨田流加治道場の天才剣士。
坂井主税 - 峰岸徹（第1話・第5話 - 第7話・最終話）
桑山藩家老の一人。新田開発を成功させるなど優れた人物だが、百姓への重税や偏った人材登用に対して藩内からは不満の声も聞かれる。
渋谷甚之丞 - 渡辺裕之（第1話・第8話 - 最終話）
又八郎とは同門で名うての剣客。青江家とは親戚付き合いともいえる間柄であり、又八郎に脱藩を促し由亀の葬儀を含む後事一切を引き受けた。
渋谷雄之助 - 中居正広（第2話 - 最終話）
渋谷甚之丞の一子。19歳。儒学を学ぶため江戸の四谷で暮らす。国元の父甚之丞と又八郎の連絡役を担う。初対面から美佐を意識している。
美佐 - 曽根由加（第2話 - 第4話・第6話・第7話・第9話・最終話）
細谷源太夫の娘。17歳。旗本神保家に奉公しており、勤め中も父母の住む霊岸島の長屋へよく顔を見せに戻る。渋谷雄之助を意識している。
初村賛之丞 - 四方堂亘（第2話 - 第4話）
元は丹波国 福知山藩。恋敵であった片倉小四郎と元許嫁の楓を斬り脱藩、以後敵持ちの身となる。相模屋に出入りし細谷の相棒となって1年ほど。
坂部六佐衛門 - 長門勇（第4話・第8話・最終話）
摂津国 麻田藩の下屋敷で用人を務める。掌で額を叩く癖があり、屋敷の者からは密かに「おひたい様」と呼ばれ親しまれている。
おりき - 黒田福美（第4話 - 最終話）
又八郎たちが馴染みにしている居酒屋「いさご」の女主人。
- 間宮兼元（桑山藩家老・間宮作左衛門の息子） - 森川正太（第1話・第5話・第8話・最終話）
- おさと（佐知の配下） - 増田未亜（全話）
- お順（佐知の配下） - かないみか（第1話 - 第9話）
- お光（佐知の配下） - 幸亜矢子（第4話 - 第8話）
- 志乃（佐知の配下） - 三田篤子（第5話・第7話）
- 竹蔵（又八郎と同じ長屋に住む子供） - 海野真弘（子役）
- 青江松三郎（又八郎と由亀の息子）- 長谷川宙（子役）
- 伍助（青江家の使用人） - 瀬川哲也（第1話・最終話）
- 上坂内膳 - 南原宏治（第3話・最終話）
- 小野平佐衛門 - 児玉謙次
- 西尾太郎兵衛 - 六平直政（第5話・第7話 - 第9話）
- 柳田利重 - 長谷有洋（第1話・最終話）
- 谷口権七郎 -  蟹江敬三（第1話）
- 勝又新之介 - 波方清（第1話）
- 相原数馬 - 徳留英人（第1話）
- 室井左馬之介 - 中川歩（第1話）
- 越前屋藤兵衛 - 津村鷹志（第2話）
- およね - 志喜屋文
- 六蔵 - 佐藤祐治
- 弥三 - 草薙良一
- 清助 - 井上倫宏
- 権三 - 桜金造（第3話）
- 庄八 - きたろう
- 兼七 - 坂田雅彦
- おゆみ - 清水真実
- お初 - 水木薫
- 雪野 - 柾木良子（第4話）
- 吉田伴左衛門 - 村松克己
- 片倉新十郎 - 小林大介
- 松永東吾 - 村田暁信
- 片倉小四郎 - 猫俣博志
- 小菊 - 川俣しのぶ（第5話）
- おしま - 星ともえ
- あやめ - 菊地彩
- ひな菊 - 近江七恵
- 楼主 - ドン貫太郎
- 鮫島屋長兵衛 - 角野卓造（第6話）
- 喜太郎 - 宮下直紀（第6話）
- おあき - 坂上かおり（第6話）
- 市松 - 山岡弘征（第6話）
- 夜鷹 - 塩見多恵子（第6話）
- 松三（又八郎と同じ長屋に住む住人） - 櫻木健一（第7話・第8話）
- 長戸屋 - 前田昌明（第7話）
- 初老の侍 - 加地健太郎（第7話）
- 和助 - 安尾正人（第7話）
- 鶴姫 - ともさかりえ（第8話）
- 多恵 - 森山祐子（第8話）
- 茂兵衛（又八郎と同じ長屋の大家） - 川辺久造（第8話）
- 老爺 - 三川雄三（第8話）
- 作蔵 - 小木茂光（第9話）
- おまつ - 順みつき
- おなみ - 松永麗子
- 信 - 伊藤嘉奈子
- 弥助 - 牧村泉三郎
- おもよ（伍助の妻） - 此島愛子（最終話）

### スタッフ
- 脚本 - 金子成人
- プロデューサー - 一柳邦久
- 演出 - 田中賢二ほか
- 音楽 - 近藤等則
- 殺陣武術指導 - 林邦史朗・新実・車邦秀
- 語り - 白石加代子・山川静夫（各話冒頭の語りは山川が担当）

### タイトル
- 第1回：又八郎ふたたび
- 第2回：再会
- 第3回：笹舟
- 第4回：武士の魂
- 第5回：陰謀
- 第6回：過去の男
- 第7回：対決
- 第8回：疾風（はやて）
- 第9回：浮草の女
- 第10回：それぞれの道

## 舞台版
- 2000年12月、村上弘明主演で明治座にて上演。

### キャスト
- 池内淳子（特別出演）
- 紺野美沙子
- 野村真美
- 横山通乃
- 鈴木瑞穂
- 阿藤海
- 青山良彦
- 桜井センリ
- 黒部進
- 佐野瑞樹
- 栗田よう子
- 藤井多重子
- 及森玲子
- 佐野圭亮

## 評価
1年間に異例ともいえる3シリーズが制作され、放送終了7年後の2000年にも同じ中島丈博脚本、村上弘明主演で舞台化された。
本シリーズがNHKの時代劇制作にもたらした影響は大きく、以降も同局の「木曜時代劇」枠において数々の藤沢周平作品を原作とした番組が制作され、主演の村上弘明と音楽の近藤等則も同じ枠において再度起用されている。

## 備考
1993年1月15日『腕に覚えあり3』の放送時間中に釧路沖地震が発生したため放送が中断し、急遽地震特番へと切り替わった。そのため、1月15日放送回は翌週に再度放送されている。

## ビデオ・DVD
- 腕におぼえあり（2003年11月、NHKソフトウェア） VHS 全6本、DVD 全3枚
- 腕におぼえあり2（2005年11月、NHKエンタープライズ） DVD 全4枚
- 腕におぼえあり3（2006年1月、NHKエンタープライズ） DVD 全3枚